# Stazione di Ogose
La stazione di Ogose (越生駅?, Ogose-eki) è una stazione ferroviaria di interscambio situata nella cittadina omonima della prefettura di Saitama in Giappone, ed è servita dalla linea Hachikō della JR East e dalla linea Tōbu Ogose delle Ferrovie Tōbu.

## Linee
JR East
■ Linea Hachikō
 Ferrovie Tōbu
● Linea Tōbu Ogose

## Struttura
Un'unica stazione ospita le strutture e i binari dei due operatori: quattro binari con due marciapiedi a isola per le ferrovie Tōbu e due binari con un marciapiede a isola per la linea JR.
| 1   | ■ Linea Hachikō    | per Yorii, Matsuhisa, Gunma-Fujioka e Takaski |
| 1   | ■ Linea Hachikō    | per Komagawa, Higashi-Hannō, Haijima e Hachiōji |
| 3-4 | ● Linea Tōbu Ogose | per Sakado, Wakōshi e Ikebukuro - Via Linea Yurakucho per Shin-Kiba - Via Linea Fukutoshin per Shibuya, via linea Tōkyū Tōyoko per Yokohama e, via linea Minatomirai per Motomachi-Chūkagai |

## Stazioni adiacenti
| «                | Servizio      | »             |
| Linea Hachikō    | Linea Hachikō | Linea Hachikō |
| ---------------- | ------------- | ------------- |
| Moro             | Locale        | Myōkaku       |
| Linea Tōbu Ogose |               |               |
| Bushū-Karasawa   | Tutti i treni | Capolinea     |